# Mal du musée

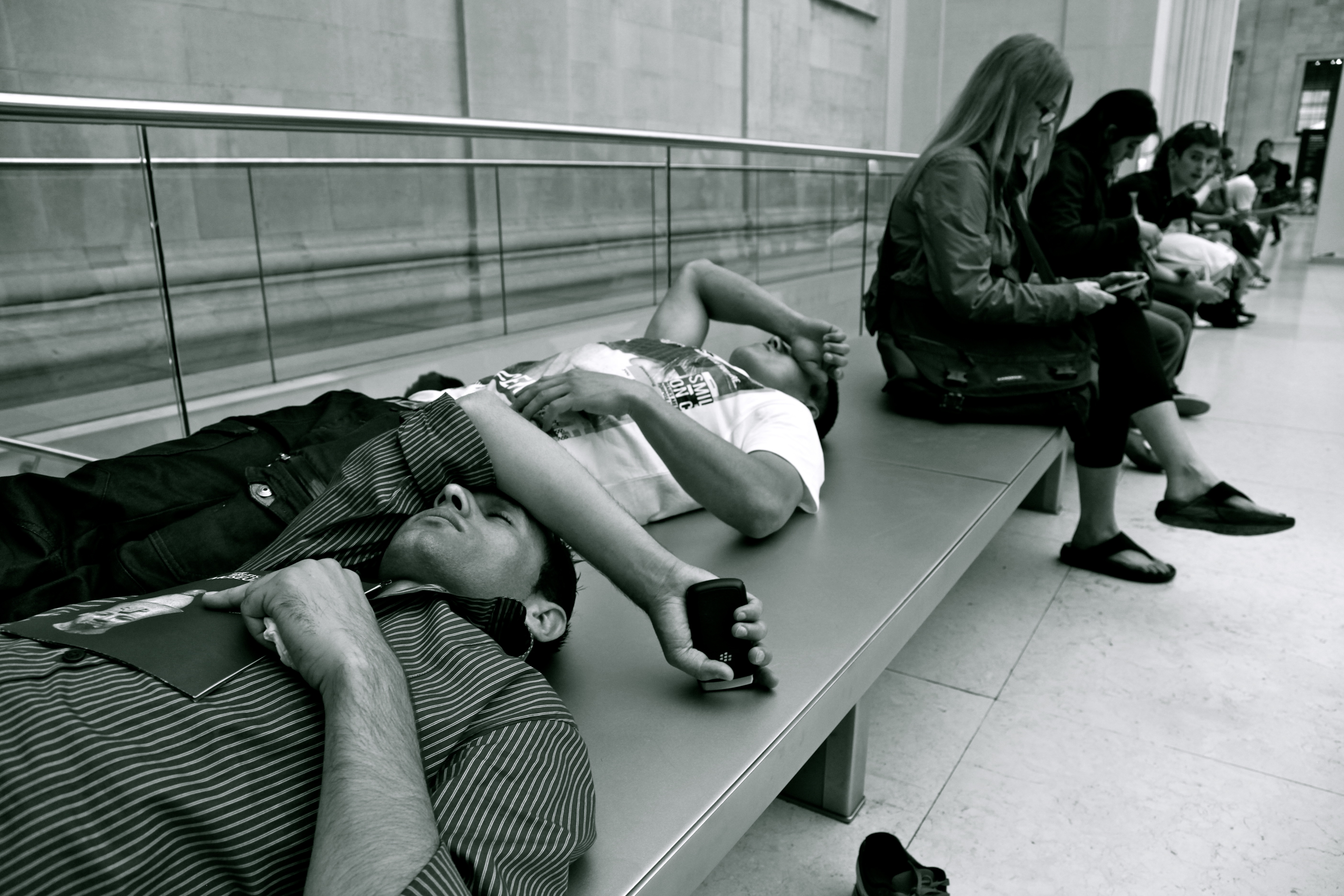
Visiteurs se reposant au British Museum.

Le mal du musée est le malaise que l'on peut ressentir en visitant un musée.
Identifié de longue date, il a notamment été décrit par Maurice Blanchot, qui indique qu'il suffit « d'entrer dans n'importe quel lieu où des chefs-d'œuvre sont mis ensemble en grand nombre pour éprouver cette sorte de mal du musée, analogue au mal de la montagne, fait de vertige et d'étouffement, auquel succombe rapidement tout bonheur de voir et tout désir de se laisser toucher. » Dans cette critique et analyse, Blanchot s'inspire notamment de Georges Duthuit et de son ouvrage Le Musée inimaginable (1956), en opposition au Musée imaginaire de Malraux.